# Критика христианства
На протяжении истории христианства церковь и христиане критикуются как со стороны представителей других религий, так и атеистами и агностиками. Часть критики непосредственно касается христианской веры, учения и толкования Священного Писания. Ответ со стороны христиан на такую критику называется христианской апологетикой. Несколько областей критики включают некоторые претензии к самому Писанию, этике библейских толкований, которые исторически были использованы для оправдания определённых отношений и поведений, вопрос о совместимости с наукой и некоторые христианские доктрины.

## Критика Библии
Несмотря на то, что исторические церкви считают, что подлинность книг Священного Писания удостоверяет святоотеческое наследие, достоверно неизвестно авторство библейских книг. Библия писалась разными авторами на протяжении многих веков; согласно традиционной точке зрения в христианстве — с XV в. до н. э. по I в. н. э. Многие светские исследователи придерживаются мнений о более позднем происхождении книг Ветхого Завета. Некоторые современные исследователи придерживаются мнения о том, что большинство книг Ветхого Завета и все Евангелия были написаны анонимными авторами. Тексты Евангелий существовали в анонимном виде до начала второго века, когда им было приписано авторство.
В XVIII веке достоверность традиционного приписывания библейских книг конкретным авторам была поставлена под сомнение. В настоящее время некоторые учёные считают, что большинство книг были отредактированы и изменены, и по этой причине восстановить содержание оригинала в наше время почти невозможно.
Наряду с достоверностью текстов Библии, современная наука также критикует креационистское понимание возраста Земли и связанные с этим положения (см. Младоземельный креационизм, Староземельный креационизм).

## Критика догмата о Троице
Противниками догмата о Троице (утверждён на Никейском соборе голосованием (!) в 325 г.) были не только представители других религий, но и внутрихристианские течения. Среди них: ариане, свидетели Иеговы, христадельфиане, ряд адвентистских церквей. В общей сложности среди современных христиан антитринитарии составляют чуть больше 1 %.
Антитринитарии — приверженцы религиозных учений, не принимающих догмат о Троице. Во II и III веках антитринитаризм существовал в форме монархианства. Перед Никейским собором (325 год), в период, когда только складывались основные догматы христианской церкви, значительная часть христиан приняла антитринитаризм в форме арианства. В средние века в ряде случаев взгляды антитринитариев являлись своеобразным выражением свободомыслия.
Формулировка «Бог в трёх лицах» прочно закрепилась и окончательно вошла в христианскую жизнь и вероисповедание в начале IV века, то есть через 350 лет после жизни Иисуса Христа. Критики упоминают также о существовании представлений о Троице (но в совершенно других формулировках), отражённых в христианской литературе II—III веков (произведения Тертуллиана).
Иудаизм не признаёт в Иисусе Христе обещанного пророками Мессию и отвергает учение о воплощении Божества во Христе Иисусе, считая это богохульством и попыткой человека поставить себя на один уровень с Богом.
Исламское вероучение отвергает христианскую концепцию Троицы в любом виде. Коран устанавливает строгую доктрину единобожия. В Иисусе Христе признаётся его пророческое и мессианское (для иудеев) достоинство, но отвергается его богочеловечность.
В Коране говорится:

 Веруйте же в Аллаха и Его посланников и не говорите: «Троица!». Прекратите, ведь так будет лучше для вас. Воистину, Аллах является Единственным Богом.
—  4:171

 Не веровали те, которые говорили: «Ведь Аллах — Мессия, сын Марйам». А Мессия сказал: «О сыны Исраила! Поклоняйтесь Аллаху, Господу моему и Господу вашему!» Ведь, кто придает Аллаху сотоварищей, тому Аллах запретил рай. Убежищем для него — огонь, и нет для неправедных помощников!
—  5:72

## Существование Иисуса Христа

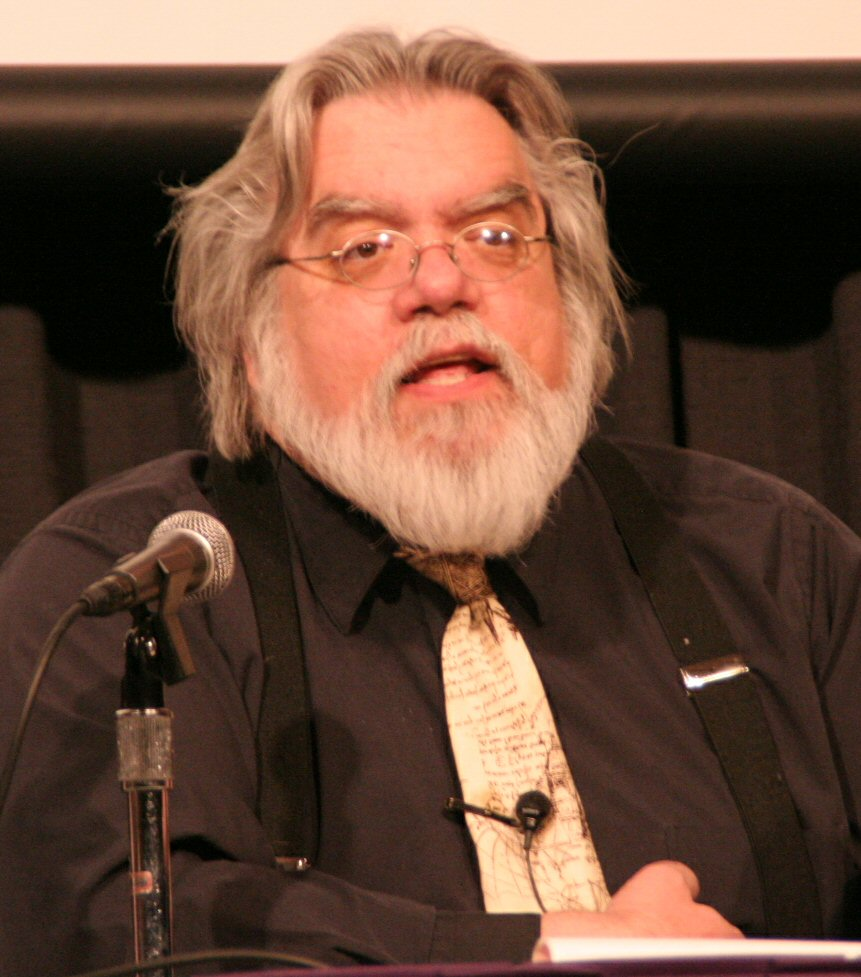
По мнению Роберта Прайса, люди никогда не узнают, существовал ли Иисус на самом деле, если только кто-нибудь не обнаружит его личный дневник или останки

В последние три столетия существование Иисуса Христа как исторической личности вызывает сомнение у некоторых западных историков и филологов, изучающих библейские тексты. Среди первых, высказавших подобные сомнения, были такие французские и немецкие учёные XVIII—XIX вв., как историк, член французской Академии наук Константин Франсуа Вольней, профессор риторики и философ Шарль Франсуа Дюпюи, теолог и историк Бруно Бауэр. Все они полагали, что образ Иисуса — сплав древних мифологий.
Крупнейшим представителем мифологической школы в начале XX века был немецкий философ Артур Древс. Его книги: «Миф о Христе»; «Жил ли Христос?»; «Жил ли апостол Петр?»; «Миф о Деве Марии»; «Отрицание историчности Иисуса в прошлом и настоящем»; «Происхождение христианства из гностицизма» сыграли весьма значительную роль в установлении этого воззрения.
Однако большинство исследователей новозаветных текстов и раннехристианской истории не принимают тезис об Иисусе Христе как мифе. Согласно мнению британского теолога Герберта Джорджа Вуда (англ. Herbert George Wood) (1879—1963), у данной теории имеются методологические проблемы:
«…Диалектический процесс, посредством которого теория „Христос—миф“ дискредитирует себя, основан на том простом факте, что вы не можете доказать эту теорию без неправильного обращения с фактами».
Одни полагают, что «аргументы в пользу несуществования Иисуса недостойны какого-либо ответа», другие — что подобные исследования сами по себе являются напрасной тратой времени: так, британский теолог из Вестминстерского аббатства Н. Т. Райт (англ. N.T. Wright) уподобил сторонников теории мифа профессиональному астроному, рассуждающему на тему «создана ли Луна из сыра», а другой британский теолог, Джеймс Дан (англ. James Dunn), охарактеризовал теорию мифического Христа как «совершенно мёртвый тезис».

### Ответы на критику о существовании Иисуса Христа
Американский библеист и профессор религиоведения Барт Эрман заявил:
Ещё раз оговорюсь: историчность Иисуса признает практически каждый западный специалист по библеистике, античной истории, культуре и раннехристианской истории. При этом у многих этих специалистов нет личной заинтересованности в вопросе. Взять хотя бы меня. Я не христианин, а агностик атеистического толка...
Лоуренс Микитюк — профессор университета Пердью, библеист, автор статьи «Обзор библейской археологии», отмечает, что в древние времена не было никаких споров по этому вопросу. «Еврейские раввины, которым не нравился Иисус или его последователи, обвиняли его в том, что он использует нечистую силу и вводит людей в заблуждение, — но они никогда не говорили, что он не существовал».

## Чудеса
Для большинства христиан чудеса представляют собой реальные исторические события. Без воскресения, пишет Павел в своем первом послании к Коринфянам, «проповедь наша тщетна, тщетна и вера ваша». Римско-католическая церковь требует определённого количества чудес, которые происходят до предоставления к святости предполагаемого святого, предъявляя особо строгие требования при проверке подлинности чуда.
Некоторые из наиболее известных «чудес», истинность которых поставлена под сомнение наукой:

### Благодатный огонь
Почитается христианами как проявление чуда и в церемонии получения которого участвуют представители Иерусалимской православной церкви, Иерусалимского патриархата Армянской апостольской церкви, а также Коптской и Сирийской церквей, был подвергнут критике как некоторыми[кем?] христианами, так и представителями[кем?] других конфессий[каких?]. Муджир ад-Дин (en:Mujir al-Din al-'Ulaymi), который был главным кадием Иерусалима, утверждает, что:

«В 898 г. (хиджры) аль-Хаким би-Амр-Аллах … приказал разрушить церковь аль-Кумаму (Храм Гроба Господня), что в Иерусалиме, и отдал народу на разграбление всё имущество, сосуды и т. п., что было в ней. Это было вызвано полученным им донесением о проделках христиан в день Пасхи с тем огнём, который они добывают хитростью, причем люди невежественные полагали, что этот огонь спускается с неба. Его делают, пропитывая маслом бальзамового дерева тонкие шелковые нити, намазанные серой и другими снадобьями, устроенные с таким искусством, что это сходит за чистую монету в глазах и выдающихся личностей, и простого народа. Они и до сих пор делают это в аль-Кумаме (Храм Гроба Господня). День, когда появляется огонь, называется у них „субботой света“.»
— Муджир-ад-Дин «Книга славной дружбы касательно истории Иерусалима и Хеврона»

### Чудо святого Януария
Известное в католическом мире чудо, которое происходит на реликвиях Святого Януария. В 1992 году итальянские ученые получили «кровь Святого Януария» в лабораторных условиях. Все использованные материалы и процессы были известны в средневековье. Тиксотропный бурый гель основного оксида железа FeO(OH) становился жидким при встряхивании. Цвет полученной смеси аналогичен цвету старой крови.

### Святая вода
Вода, освящённая в церкви во время чина водоосвящения. Святая вода, по учению церкви, обладает способностью исцеления больных. Например, Серафим Вырицкий приходившим к нему больным советовал принимать по столовой ложке освященной воды через каждый час. Святая вода, по сообщениям церковных авторов с IV века, имеет свойство сохранять свежесть в течение длительного времени.

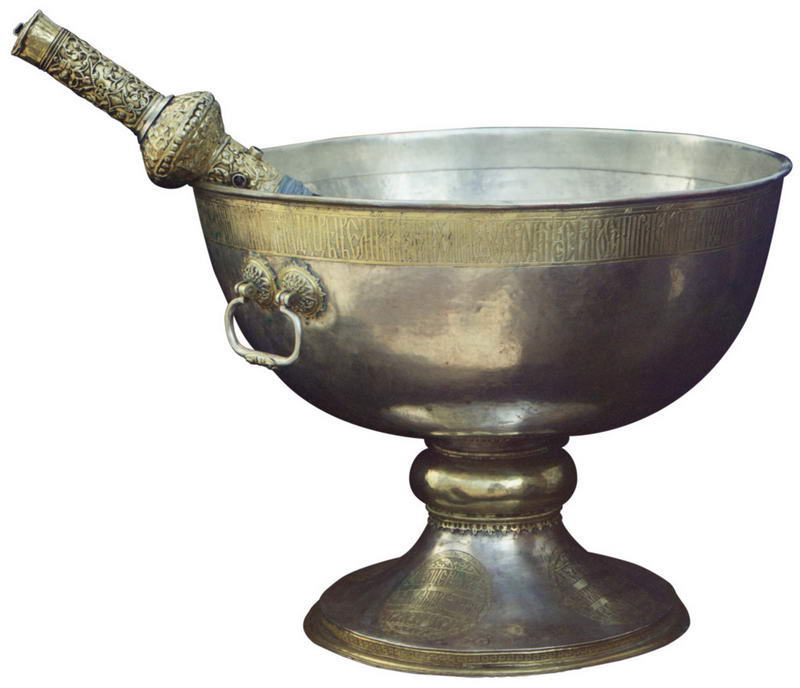
Водосвятная чаша XVII века

В книге «100 ответов верующим» приводится случай того, что святая вода ничем не отличается от обычной: «Бывший кандидат богословия, отошедший ныне от религии, Евграф Дулуман, чтобы удостовериться, что „святая“ вода ничем не отличается от обычной, налил однажды в бутылку обыкновенную воду из колодца и закупорил её. Пять лет хранилась вода в бутылке и не портилась. А ведь она не была „освящена“!».
В книге говорится о том, что «святую воду» освящают зимой, потому что «зимой вода в реке бывает чище всего: она не загрязняется со стороны и в холодной воде плохо развиваются микроорганизмы. Вот почему вода, взятая зимой из реки, „освященная“ и „неосвященная“, хорошо сохраняется». Также упоминается о том, что ионы серебра, которые появляются в освященной воде (ведь она хранится в серебряных посудинах и освящается серебряными крестами) убивают микроорганизмы в воде.

## Этика
Многими современными группами критикуются некоторые моральные положения в Библии, которые включают в себя колониализм, религиозную нетерпимость, подчинённость женщин, осуждение гомосексуализма.
Философ Фридрих Ницше критиковал этику христианства (en:Philosophy of Friedrich Nietzsche#Christianity and morality).

### Колониализм
Христианство и колониализм часто тесно связаны, потому что католицизм и протестантизм были религиями европейских колониальных держав. Миссионеры из Португалии и Испании в XVI веке, из Великобритании, Франции, Германии или США в XIX веке действовали во многих отношениях, как «религиозное оружие». Первоначально христианские миссионеры изображались как «видимые святые, образцы идеального благочестия в море стойкой дикости». Однако, к концу колониальной эпохи во второй половине XX века, в Западной Африке миссионеры стали рассматриваться как «идеологические войска для колониального вторжения, которых ослепил фанатизм».
Христианство является мишенью для критики колониализма, потому что догматы религии были использованы для оправдания действий колонистов. Например, Майкл Вуд когда писал о конкистадорах, утверждает, что коренные народы не считались людьми и что колонизаторы были сформированы «веками этноцентризма и христианского монотеизма, который поддерживал единственную истину, время и версию реальности».

### Рабство
Раннее христианство по-разному относится к рабству, принимая его или игнорируя. Раннехристианские перспективы рабства были сформированы в контексте «христианства, с иудаистскими корнями и как часть более широкой культуры Римской империи». И Старый и Новый Завет признают существование института рабства.
Ранние из сохранившихся христианских учений о рабстве передаются от апостола Павла, который называл себя «рабом Христа». Он учил, что христианские рабы должны служить своим хозяевам искренне. В то же время, он учил рабовладельцев относиться к своим рабам справедливо.

### Женщина в христианстве
Многие феминистки критикуют такие понятия, как Бог-мужчина и мужчины-пророки в центре библейских историй, как содействие патриархату. Хотя многие женщины ученики и служащие записываются в посланиях Павла, в Ветхом Завете имели место случаи, в которых женщины принижались и считались людьми второго сорта. Элизабет Кейди Стэнтон, которая выступает за равноправие женщин, говорит в «Библии женщин», что «Библия и её учение унижает женщин от Бытия до Откровения».
Элизабет Кларк оценивает таких раннехристианских богословов, как Аврелий Августин, Тертуллиан и Иоанн Златоуст, как примеры образцово негативного восприятия женщины, которое по её мнению было увековечено в церковной традиции. До второй половины XX века имена только нескольких женщин, которые внесли вклад в формирование христианства в его ранние годы были широко известны: Мария (Мать Иисуса Христа), Мария Магдалина и сёстры Мария и Марфа, которые предложили ему гостеприимство в Вифании.

### Христианство и насилие

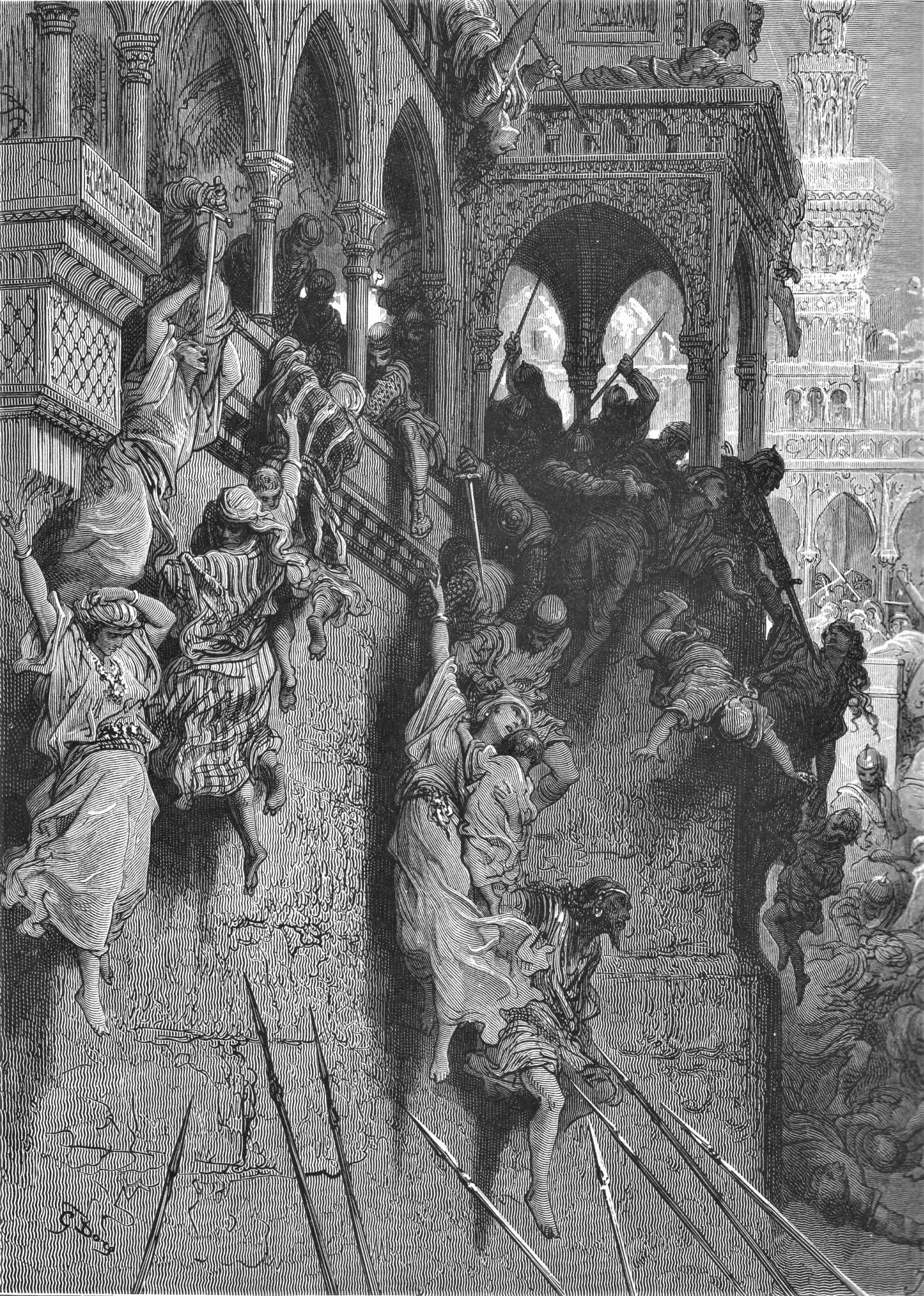
Резня в Антиохии (рисунок Доре)

На протяжении всей истории некоторые учения из Ветхого Завета, Нового Завета и христианской теологии были использованы для оправдания применения силы против еретиков, грешников и внешних врагов. Вильгельм Хайтмейер (Wilhelm Heitmeyer) и Джон Хейган (John Hagan) определяли инквизицию, крестовые походы, религиозные войны и антисемитизм как «одни из самых печально известных примеров христианского насилия». К этому списку профессор религии в университете Блаффтона Денни Уивер добавляет одну из точек зрений: «воинственные папы, поддержка смертной казни, телесных наказаний под видом „пожалеешь розгу, испортишь ребёнка“, оправдания рабства, колониализм во всём мире во имя обращения в христианство, систематическое насилие над женщинами, которым они подвергались со стороны мужчин». Уивер использует более широкое определение насилия, которое расширяет смысл слова для покрытия понятия «вред или ущерб», а не только физического насилия как такового. Таким образом, по его определению, христианское насилие включает в себя «формы системного насилия, таких, как бедность, расизм и сексизм».
Айзек Азимов в своей книге «В начале» писал:

Различия в интерпретациях Библии были столь велики, а возможность того, чтобы какая-то одна группа толкователей возобладает над всеми остальными, столь мала, что очень часто приходилось прибегать к насилию. Не нужно далеко ходить за примерами — достаточно вспомнить религиозные войны в Европе или сожжения еретиков.

### Христианство и гомосексуальность
Иоанн Златоуст в толкованиях Послания апостола Павла к римлянам утверждал, что «мужеложники хуже убийц». Также осуждали гомосексуальные отношения Василий Великий, Григорий Нисский, блаженный Августин, Иоанн IV Постник и многие другие. Так, Преподобный Максим Грек писал: 

 «Познайте себя, окаянные, какому скверному наслаждению вы предались!.. Постарайтесь скорее отстать от этого сквернейшего вашего и смраднейшего наслаждения, возненавидеть его, а кто утверждает, что оно невинно, того предайте вечной анафеме, как противника Евангелия Христа Спасителя и развращающего учение оного. Очистите себя искренним покаянием, теплыми слезами и посильною милостынею и чистою молитвою… Возненавидьте от всей души вашей это нечестие, чтобы не быть вам сынами проклятия и вечной пагубы».
Учитель Католической Церкви святой Фома Аквинский утверждал, что гомосексуальные акты противоречат естественному праву (тому моральному закону, который, согласно Фоме, дан Богом всем людям вне зависимости от их веры и религии). Представления Фомы Аквинского прочно вошли в официальное учение Католической Церкви. На протяжении веков традиционное нравственное богословие описывает особую порочность однополых сексуальных отношений, нередко упоминая гомосексуальные акты в одном ряду с кровосмешением и скотоложеством.